# Schwarze Pfeile
Schwarze Pfeile (Originaltitel: The Black Arrow) ist ein US-amerikanischer Abenteuerfilm aus dem Jahr 1948 von Gordon Douglas mit Louis Hayward und Janet Blair in den Hauptrollen. Der Film wurde von Columbia Pictures produziert und basiert auf dem Roman Der Schwarze Pfeil von Robert Louis Stevenson.

## Handlung
England im 15. Jahrhundert, kurz nach Ende der Rosenkriege. Die siegreichen Yorkisten, angeführt von König Edward IV. und dem Herzog von Gloucester, bestrafen erbarmungslos die unterlegenen Lancasteristen. Als der Yorkist Sir Richard Shelton nach Tunstall Castle heimkehrt, erzählt ihm sein Onkel Sir Daniel Brackley, dass sein Vater von Sir John Sedley, einem Anhänger der Lancasters, ermordet wurde. Sedley tötete Richards Vater in einem Wutanfall, weil er des Verrats bezichtigt wurde. Kurz darauf wurde er hingerichtet.
Als Richard Joanna, Sedleys Tochter und Hüterin der königlichen Krone, nach Tunstall Castle eskortiert, fällt Nick Appleby, einer von Richards Männern, einem Attentat zum Opfer. An dem schwarzen Pfeil, der Appleby tötete, ist eine Nachricht angebracht, in der Sir Brackley des Mordes an Richards Vater beschuldigt wird. Zudem wird vor dem drohenden Tod von Bennet Hatch und Sir Oliver Oates, zwei von Brackleys Männern, gewarnt. Obwohl Brackley die Anschuldigungen zurückweist, sind Richard und Joanna sicher, dass er nicht die Wahrheit sagt.
Kurze Zeit später klärt Joanne Richard auf, dass ihr Vater noch lebe und sich in den Wäldern versteckt halte. Er habe die Nachricht verfasst. Richard will Brackley für den Mord an seinem Vater töten, doch Joanne kann ihn aufhalten und überzeugen, Tunstall zu verlassen. Sie wollen John Sedley finden und zum Herzog von Buckingham bringen, um so Brackleys Verrat öffentlich zu machen. Hatch will die beiden aufhalten. Während des folgenden Schwertkampfes wird Joanna gefangen genommen. Richard springt aus dem Fenster in den Burggraben und wird, während er an Land schwimmt, von einem schwarzen Pfeil getroffen.
Am nächsten Tag findet Lawless, ein treuer Gefolgsmann Sedleys, den bewusstlosen Richard und bringt ihn in Sedleys Versteck. Als Richard wieder zu sich kommt, erzählt ihm Sir John, wie sein Vater wirklich umkam, von Brackleys Verrat und der Verhandlung. Seinen Tod konnte er mit einem Gebetbuch verhindern, das er über seinem Herzen trug und das den Pfeil des Henkers aufhielt. Um Joanna zu retten, machen sich Richard, John und Lawless auf den Weg nach Tunstall. Sie geraten in einen Hinterhalt, bei dem John gefangen genommen wird. Richard und Lawless können Hatch töten und entkommen.
Im Schloss droht Brackley Joanne mit dem Tod ihres Vaters, sollte sie seinen Heiratsantrag nicht annehmen. Als Mönche verkleidet betreten Richard und Lawless Tunstall Castle, werden aber sofort von Brackleys Soldaten entlarvt und festgesetzt. Während der Hochzeitszeremonie beschuldigt Richard seinen Onkel öffentlich des Mordes an seinem Vater. Es kommt zu einem Schwertkampf, bei dem Richard Brackley tötet. Nun kann er mit Joanna als Ehefrau das Haus York leiten.

## Produktion

### Hintergrund
Gedreht wurde der Film vom 21. Juli bis zum 19. August 1947.

### Stab
Stephen Goosson und A. Leslie Thomas oblag die künstlerische Leitung. Jean Louis war für das Kostümbild zuständig.

### Besetzung
In kleinen nicht im Abspann erwähnten Nebenrollen traten Harry Cording, Mary Forbes und Leyland Hodgson auf.

## Synchronisation
| Rolle                 | Schauspieler    | Deutscher Synchronsprecher |
| --------------------- | --------------- | -------------------------- |
| Sir Richard Shelton   | Louis Hayward   | Curt Ackermann             |
| Joanne Sedley         | Janet Blair     | Gisela Hoeter              |
| Sir Daniel Brackley   | George Macready | Ernst Fritz Fürbringer     |
| Lawless               | Edgar Buchanan  | Bum Krüger                 |
| Bennet Hatch          | Rhys Williams   | Gert Tellkampf             |
| Herzog von Gloucester | Lowell Gilmore  | Wolfgang Eichberger        |
| Sir John Sedley       | Paul Cavanagh   | Richard Münch              |
| Sir Catesby           | Leslie Denison  | Wolfgang Preiss            |

## Veröffentlichung
Die Premiere des Films fand am 18. März 1948 in Frankreich statt. Der Start in den US-Kinos erfolgte erst am 30. Juni 1948. In der Bundesrepublik Deutschland kam er am 27. Januar 1950 in die Kinos, in Österreich am 10. März 1950.

## Kritiken
Das Lexikon des internationalen Films schrieb: „Gefälliger, harmloser Kostümfilm.“
Der Kritiker des Magazins Newsweek bemängelte, dass selbst der leidenschaftlichste Bewunderer von Stevensons Klassiker das schwerfällige Drehbuch der Kinoversion zweifellos für zu kompliziert und Louis Haywards farbloses Draufgängertum als etwas enttäuschend halten werde.
Der Kritiker des TV Guide sah einen Film, der in die richtige Richtung übertreibe und so Aufmerksamkeit erhalte. Das Zusammenspiel von Produktion, Regie und Darstellung vervollständige das Vergnügen.